# Marosmente

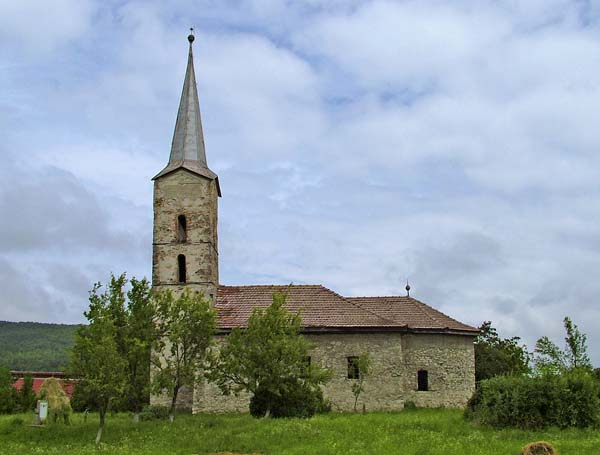
Hongaars Gereformeerde Kerk Mintia (Marosnémeti)

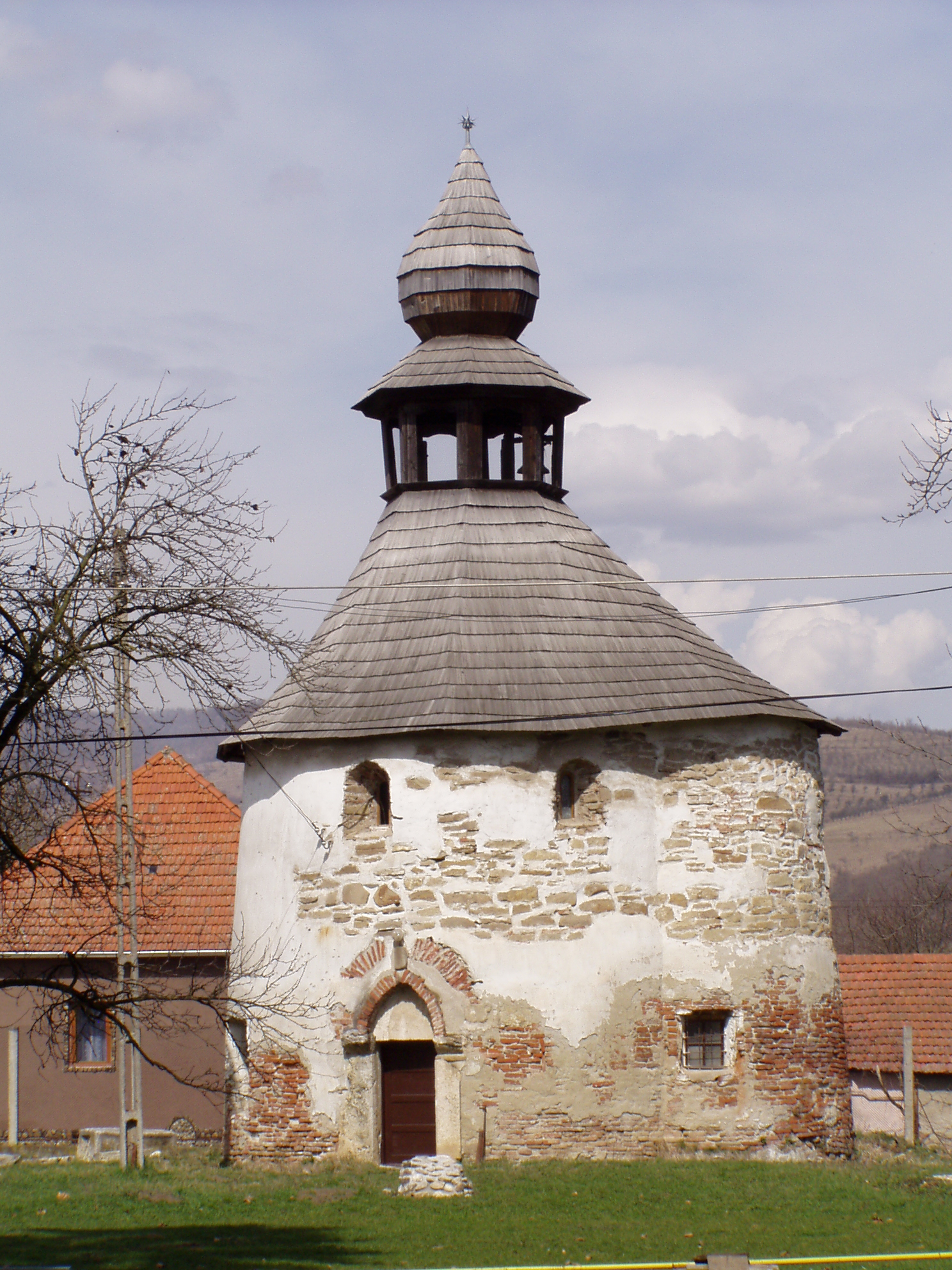
Hongaarse Gereformeerde ronde Kerk Geoagiu (Algyógy)

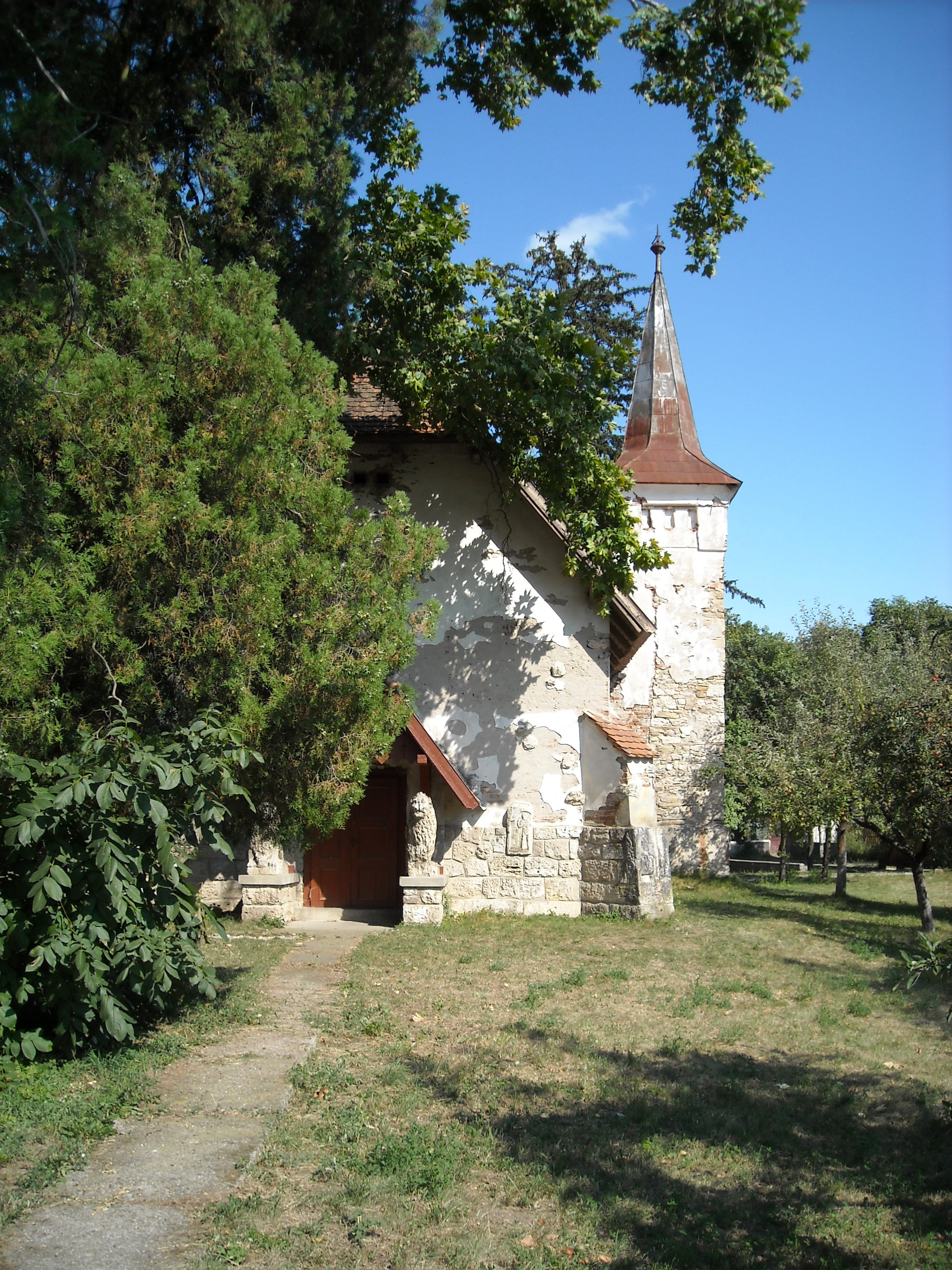
Hongaars Gereformeerde Kerk Geoagiu (Algyógy

Marosmente  is een historische etnografisch Hongaarse streek in het district Hunedoara in Roemenië. Ze bestaat uit een reeks dorpen en steden in het dal van de rivier de Mures. De grootste steden zijn Deva, Simeria en Orăștie. De streek strekt zich uit over 60 kilometer tussen Geoagiu en Ilia.

## Kenschets
De streek heeft vanaf het revolutiejaar 1848 haar Hongaarse bevolking in een geleidelijk tempo verloren. De vele Hongaarse Gereformeerde Kerkjes en enkele Rooms Katholieke kerkjes herinneren nog aan de geschiedenis, in de dorpen langs de rivier sterven nu de laatste Hongaren. 
De streek bestaat uit de volgende gemeenten:
- Băcia (Hongaars: Bácsi}
- Deva (Hongaars: Déva)
- Geoagiu  (Hongaars: Algyógy)
- Hărău (Hongaars: Háró)
- Ilia (Hongaars: Marosillye)
- Mărtinești (Hongaars: Martinesd)
- Orăștie (Hongaars: Szászváros)
- Rapoltu Mare (Hongaars: Nagyrápolt)
- Simeria (Hongaars: Piski)
- Șoimuș (Hongaars: Marossolymos)
- Turdaș  (Hongaars: Tordos)
- Vețel (Mintia, Hongaars: Marosnémeti)

## Bevolking
In de volkstelling van 1910 bereikte de Hongaarse bevolking van de streek haar hoogste aantal: 15.653 personen van etnisch Hongaarse afkomst op een totale bevolking van 62.753 inwoners. De Hongaren vormden hiermee bijna een kwart van de totale bevolking (24,94%). In 2011 woonden er in de 12 gemeenten nog maar 5.500 Hongaren, niet eens meer 5% van de bevolking (zie tabel hieronder).
| Gemeente     | Totaal  | Roemenen | Hongaren      |
| ------------ | ------- | -------- | ------------- |
| Băcia        | 1.827   | 1.672    | 78            |
| Deva         | 61.123  | 50.718   | 4.409         |
| Geoagiu      | 5.294   | 4.516    | 32            |
| Hărău        | 2.231   | 1.995    | 131           |
| Ilia         | 3.662   | 3.539    | 10            |
| Mărtinești   | 956     | 818      | 105           |
| Orăștie      | 18.227  | 15.781   | 279           |
| Rapoltu Mare | 1.960   | 1.863    | 9             |
| Simeria      | 12.556  | 11.261   | 314           |
| Șoimuș       | 3.371   | 3.202    | 58            |
| Turdaș       | 1.801   | 1.327    | 20            |
| Vețel        | 2.872   | 2.548    | 75            |
| Totaal       | 115.880 | 99.240   | 5.520 (4,76%) |

Uit de volkstelling van 1910 blijken de Hongaren in Deva en Simeria zelfs de meerderheid van de stadsbevolking te vormen. Een feit dat in het Transsylvanië van 1910 niet zo bijzonder is. In vrijwel alles steden in het gebied vormen de Hongaren rond 1900 nog de meerderheid, de Roemenen zijn dan nog vooral dorpsbewoners, herders en horigen op landgoederen van de Hongaarse adel.

## Foto's

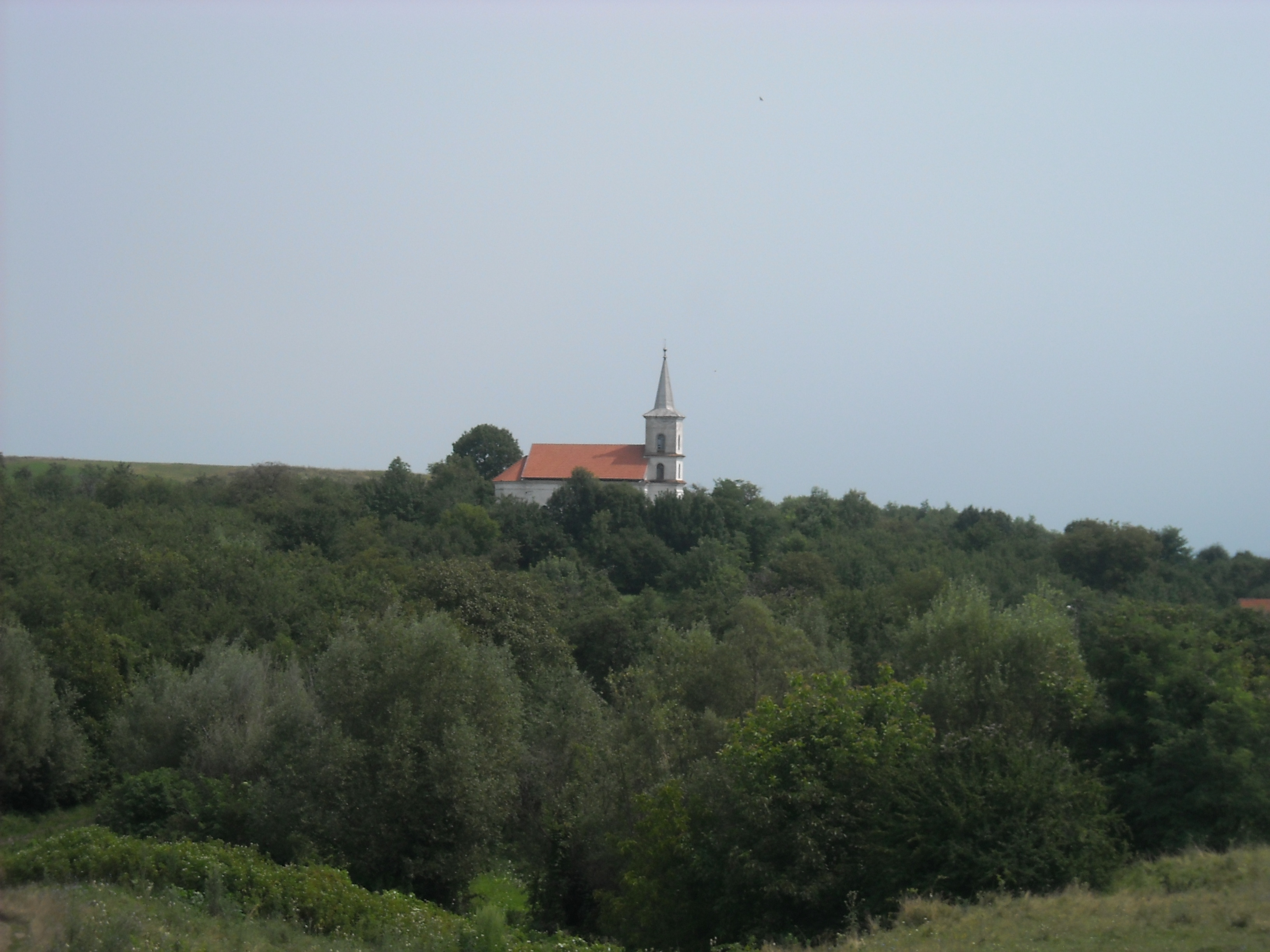
Hongaars gereformeerde kerk van Jeledinţi (Lozsád) in de gemeente Martinesti

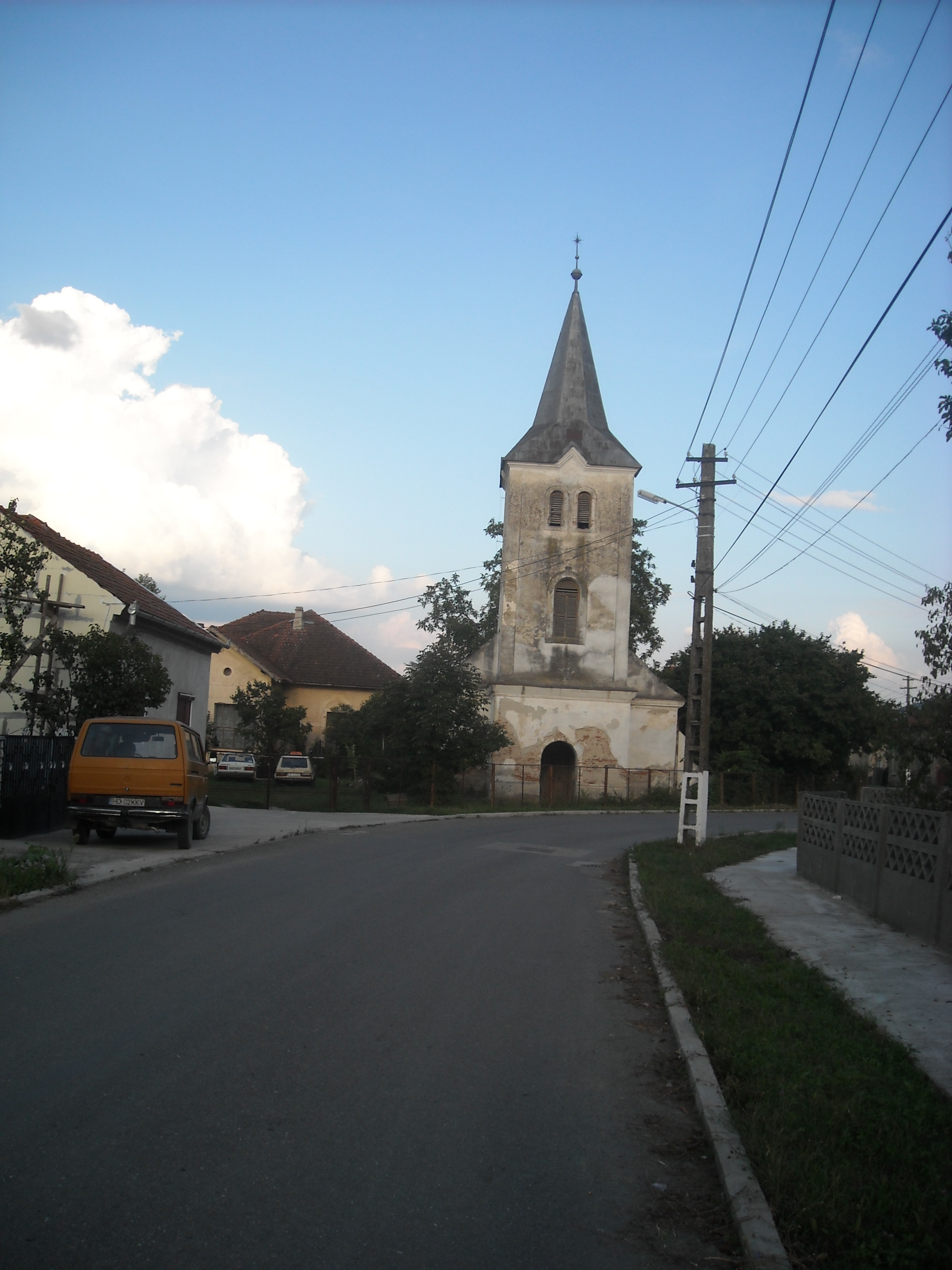
Hongaars Gereformeerde kerk Ilia
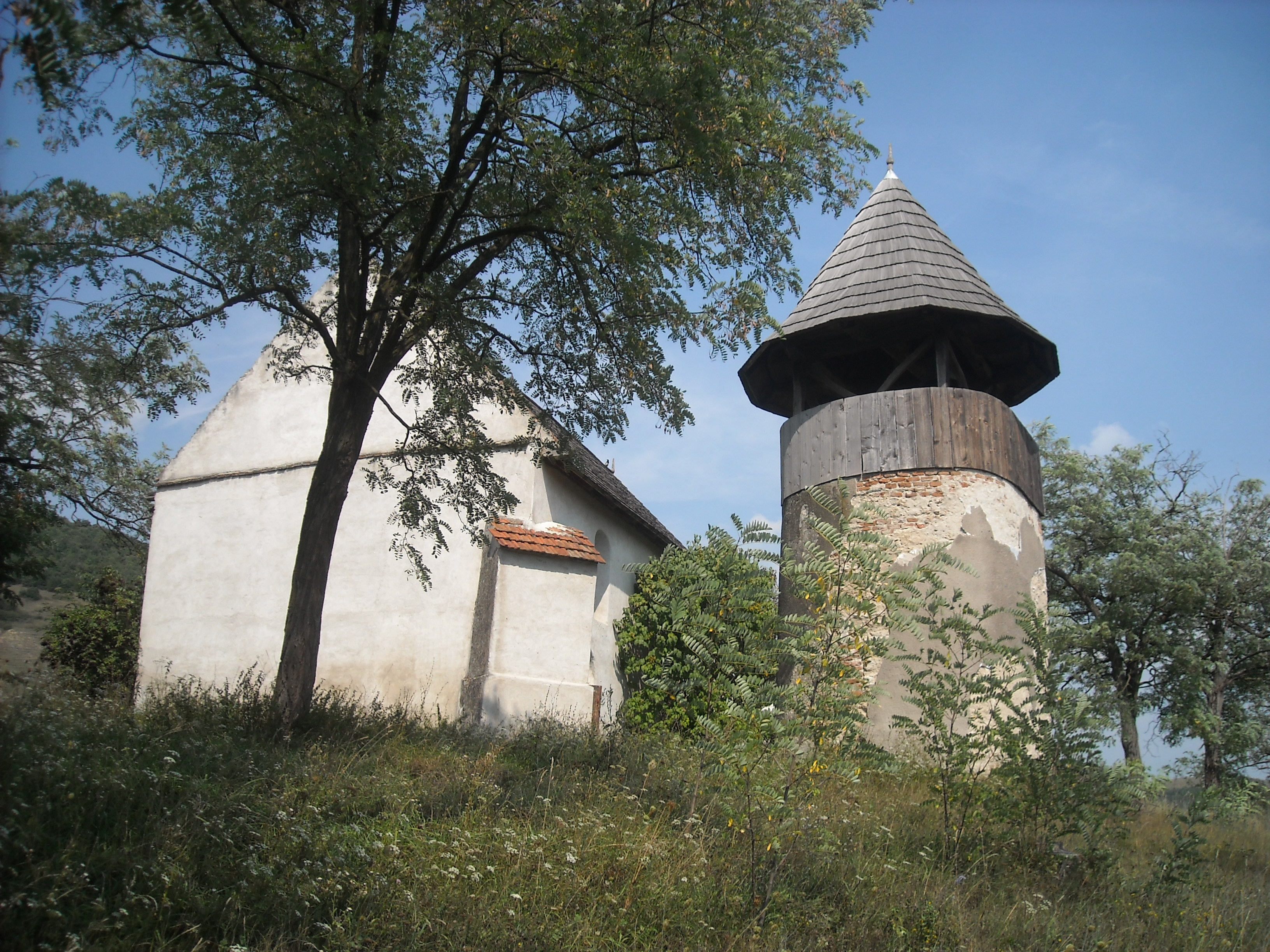
Hongaars Gereformeerde kerk Chimindia (Kéménd)
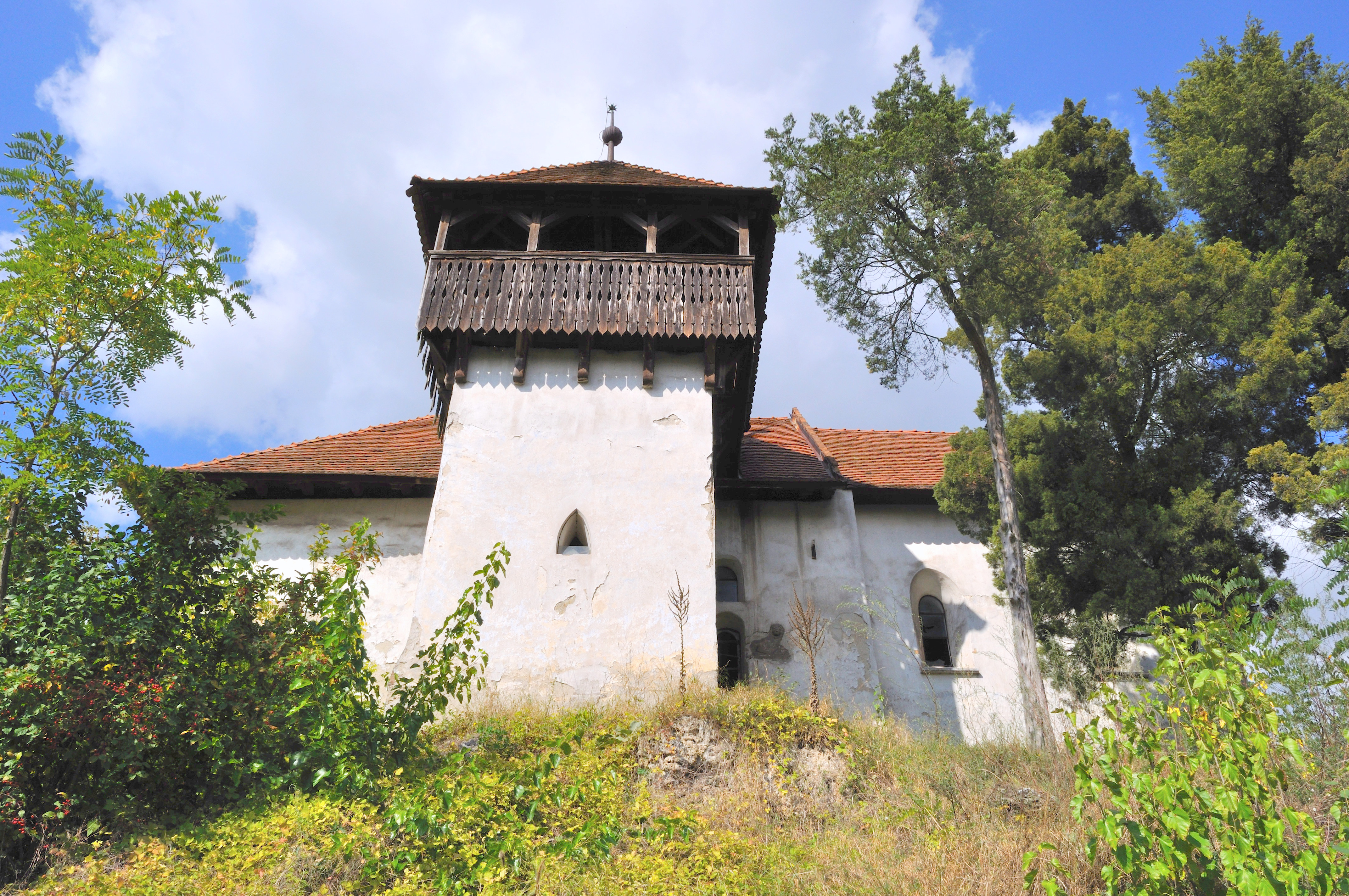
Hongaars Gereformeerde Kerk Rapoltu Mare
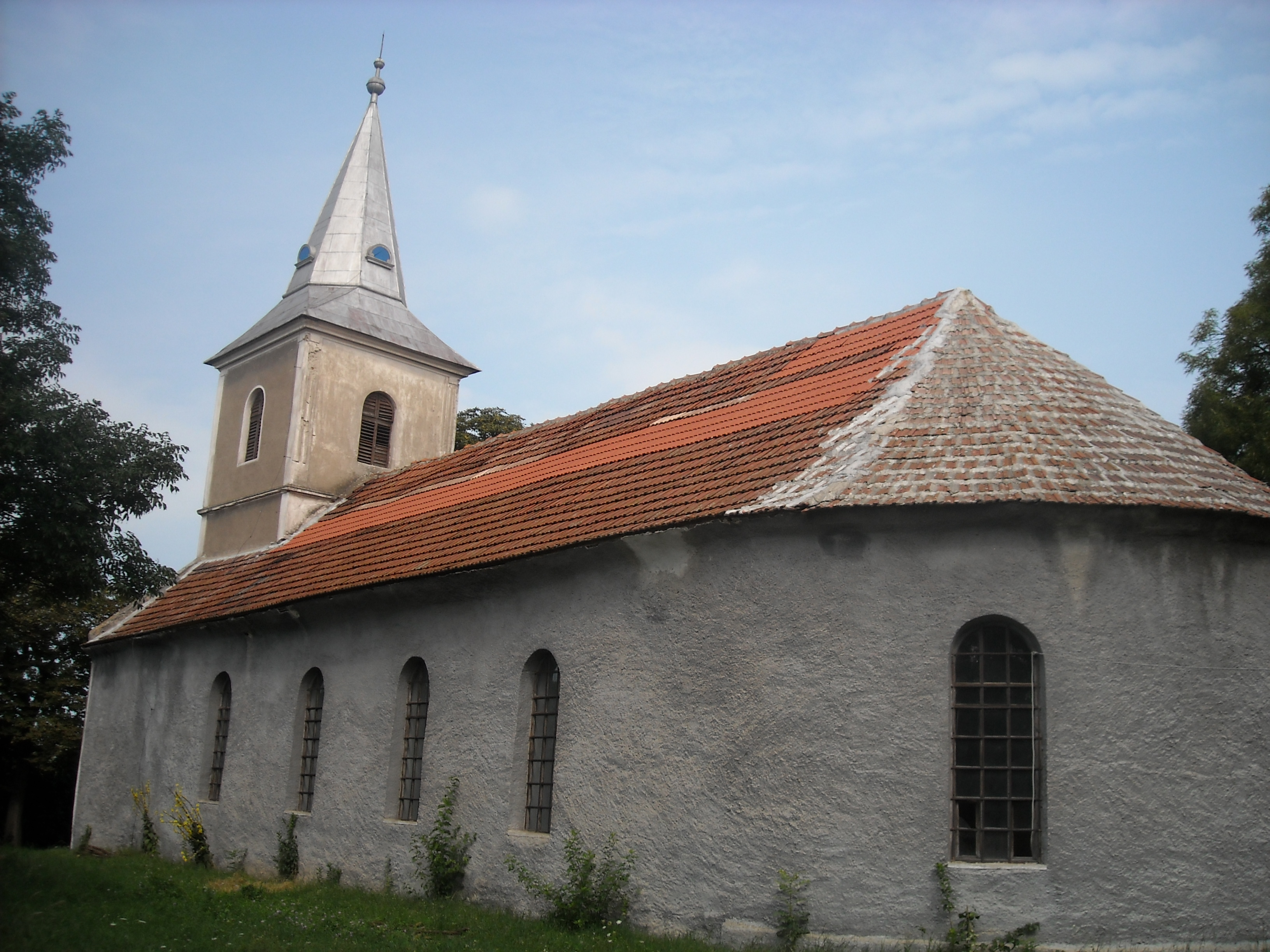
De Hongaars Gereformeerde kerk van Turdas
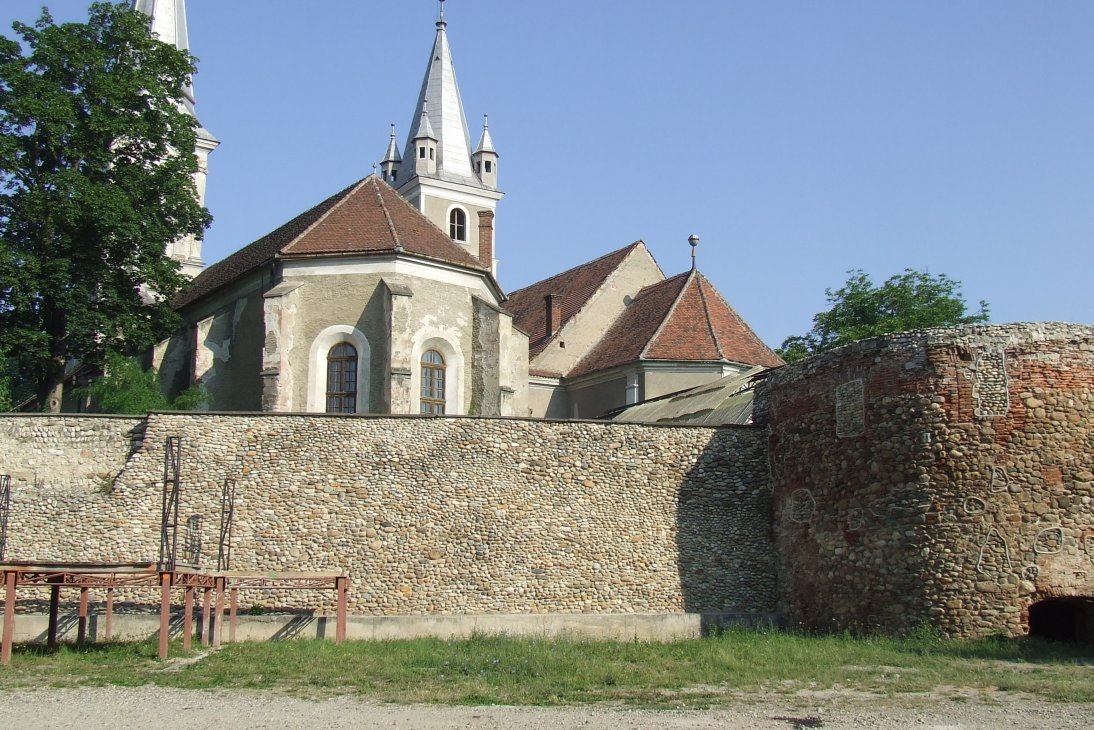
De burcht met de Saksische en de Hongaarse kerk van Orastie
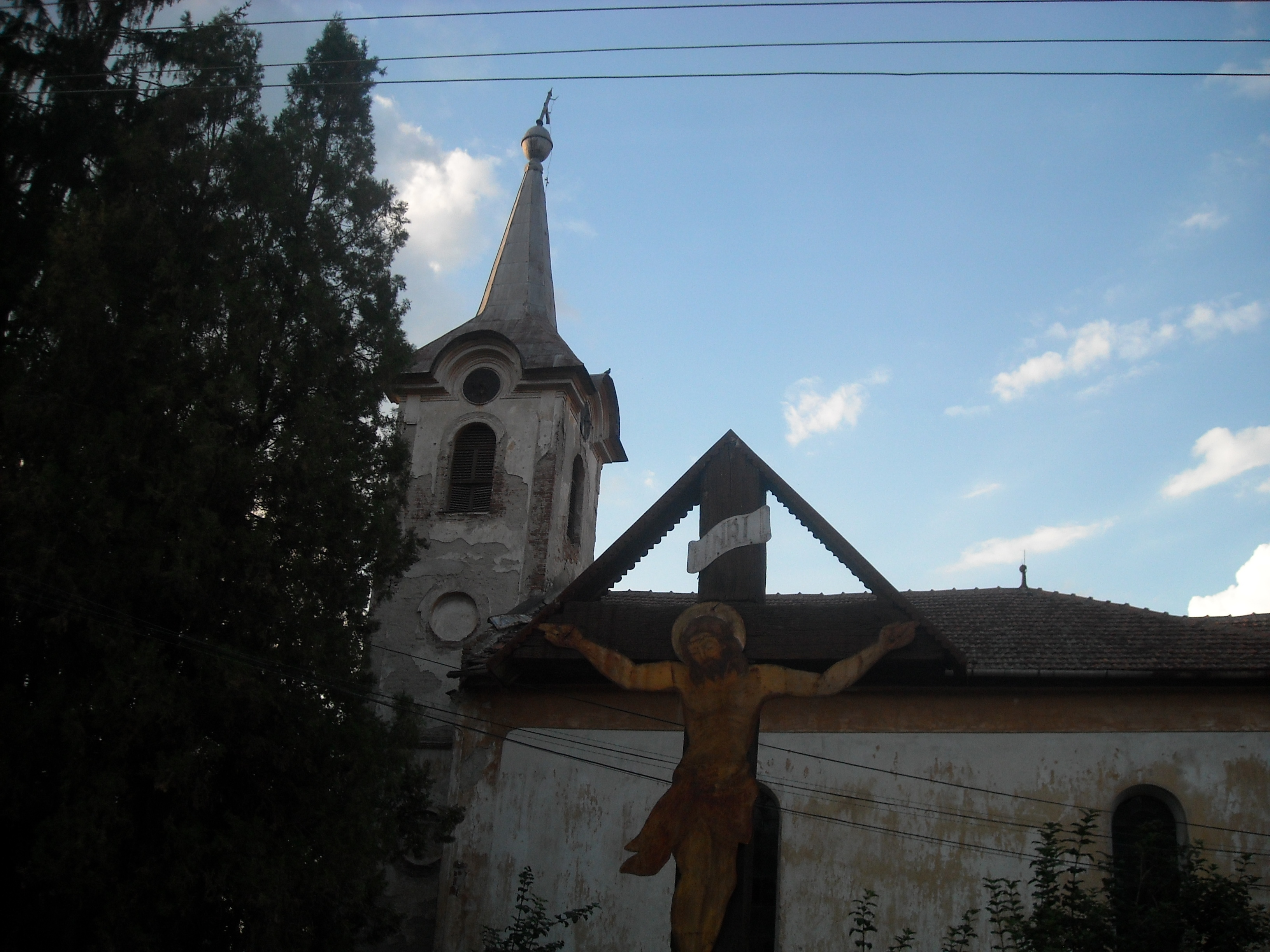
Rooms-katholieke kerk Ilia